# Norra tornen

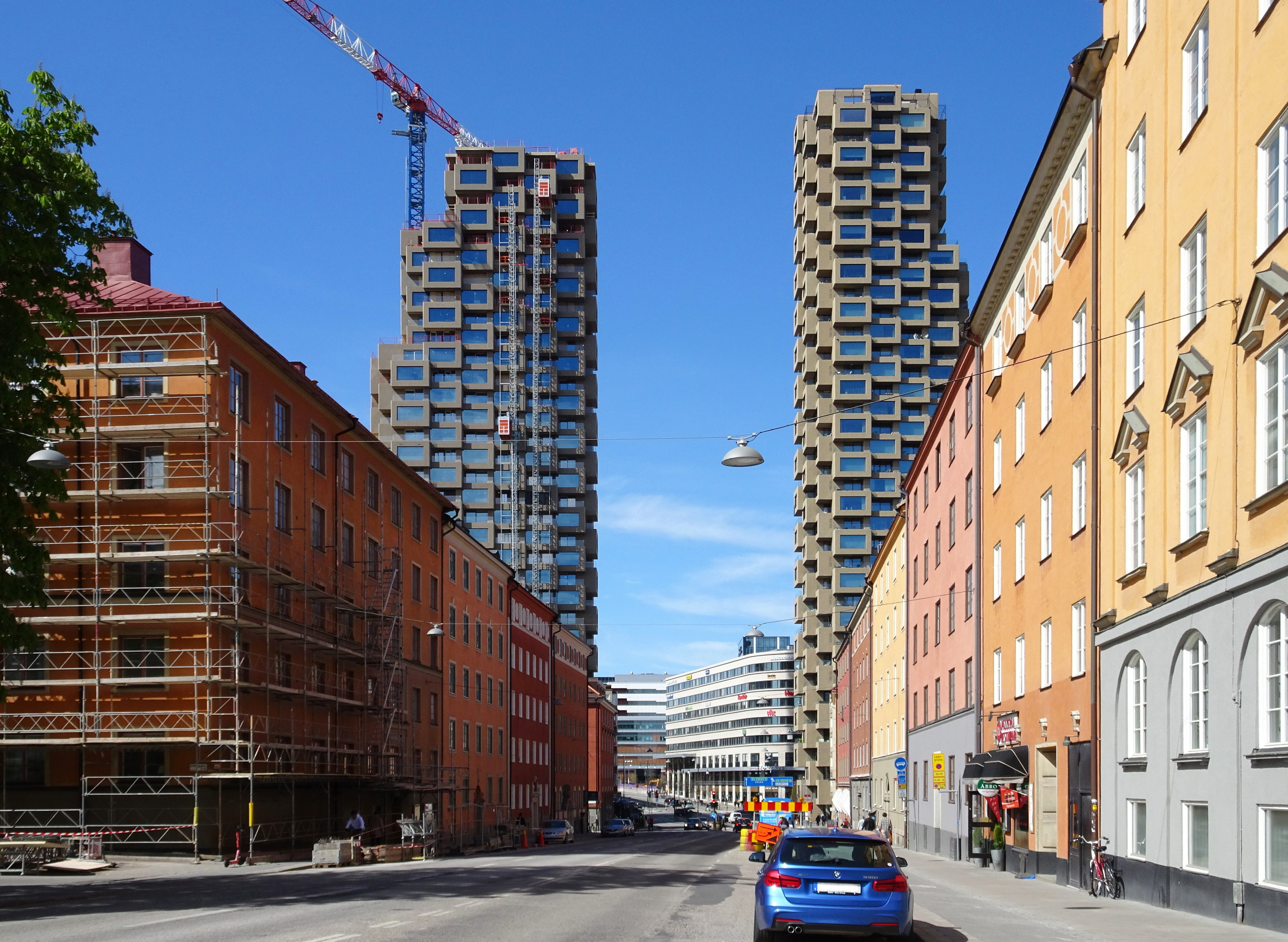
Norra tornen, vy från Torsgatan norrut i maj 2020.
"Helix" till vänster och "Innovationen" till höger.

Norra tornen (tidigare benämnda "Tors torn") är två skyskrapor i kvarteren Helix och Innovationen vid Torsplan i nordvästra delen av Vasastaden i Stockholm. Tvillingtornen ritades av nederländska Office for Metropolitan Architecture och är 104 respektive 120 meter höga och innehåller totalt 330 lägenheter, eventlokal samt affärer i bottenvåningarna.

## Bakgrund

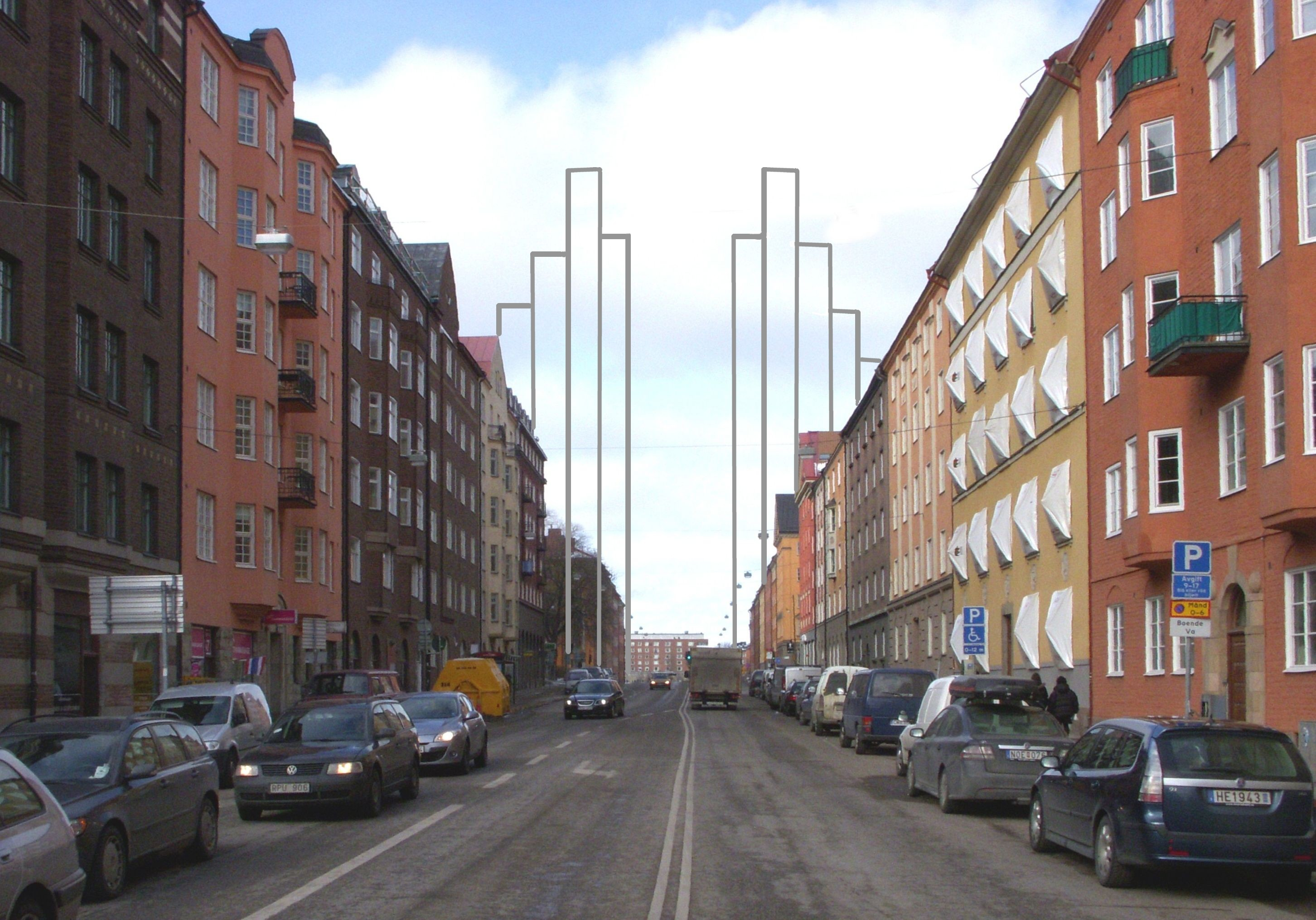
Tidigare förslag för Tors torn, 2010.

I detaljplanen för nya stadsdelen i Norra station planerade Stockholms stadsbyggnadskontor år 2010 två 140 m höga tvillingtorn, ritade och fastställda i höjd, utformning och placering av planarkitekt Aleksander Wolodarski. Tornen, då benämnda "Tors torn", skulle bli signaturbyggnader och fungera som entré för nya Hagastaden.
Förslaget fick kritik från flera håll, bland annat den politiska oppositionen i Stockholms stadshus och av Stockholms skönhetsråd, vilket menade att tornen var för lika Embarcadero Center i San Francisco. Oppositionen ville ha en arkitekttävling om utformningen, något Alliansen motsatte sig.
Maj 2011 återtog Stockholms stad  markanvisning av Tors torn för att företaget bakom projektet, Oslo Næringseiendom, inte fick ekonomin för projektet att gå ihop.

## Norra tornen
Efter detta påbörjades en ny markanvisningsprocess och i juni 2013 tillkännagav finansborgarrådet Sten Nordin (Moderaterna) med dåvarande stadsbyggnadsborgarrådet Regina Kevius (Moderaterna) att byggherren Oscar Properties tillsammans med nederländska arkitektbyrån Office for Metropolitan Architecture (OMA) lämnat det bästa förslaget till ersättningar för "Tors torn". Under denna process kallades tornen "Helix och Innovationen", efter de nya kvartersnamnen där husen var tänkta att stå. I november 2014 bytte tornen officiellt namn till Norra tornen. 

## Bygget
Byggstart i kvarteret Innovationen var årsskiftet 2016/2017 med östra tornet. Inflyttning var hösten 2018. Västra tornet, Helix, påbörjades senare med inflyttning andra halvåret 2020. Tornen ligger på ömse sida av norra Torsgatan som en länk mellan Stockholm och Hagastaden. 
Arkitekt är Reinier de Graaf vid nederländska Office for Metropolitan Architecture. Svenska konsulten Sweco gjorde konstruktionerna. Tornen har olika höjd. Östra huset har bygglov för 35 vån, motsvarar 120 m. Västra huset har 30 vån motsvarar 104 m. Husen är breda vid basen och avsmalnar i form av trappsteg med stigande höjd. 
Fasaden består av fasadelement levererade av SCF Betongelement, Strömsund. Norra Tornen har cirka 300 lägenheter fördelade på två byggnader.
De färdiga elementen har fönstren insatta när de lyfts på plats med kran. Varje element är balkong för lägenheten ovanför. Även badrum levereras kompletta med all installation och inredning.
Den 31 oktober 2024 försattes vid Stockholms tingsrätt byggherren Oscar Properties i konkurs för en ursprunglig skatteskuld på 2 mkr. Bolaget har, med skulden till Skatteverket, en totalt skuld på 19,7 mkr. Enligt Jan Wäring, advokat som företrädde byggherren i konkursen, hade bolaget 3,9 mkr i kassan.

Östra tornet (Innovationen)
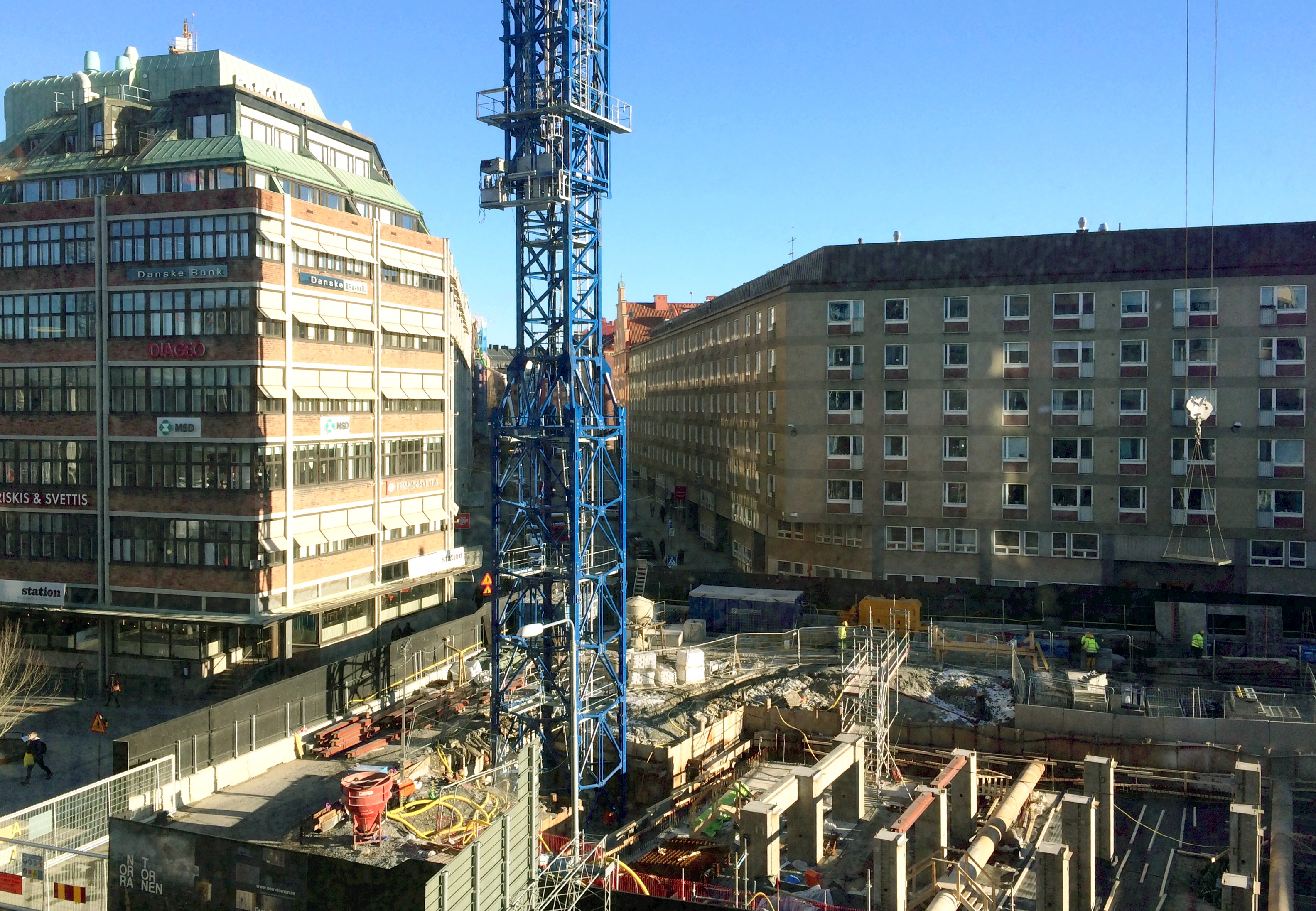
Februari 2017
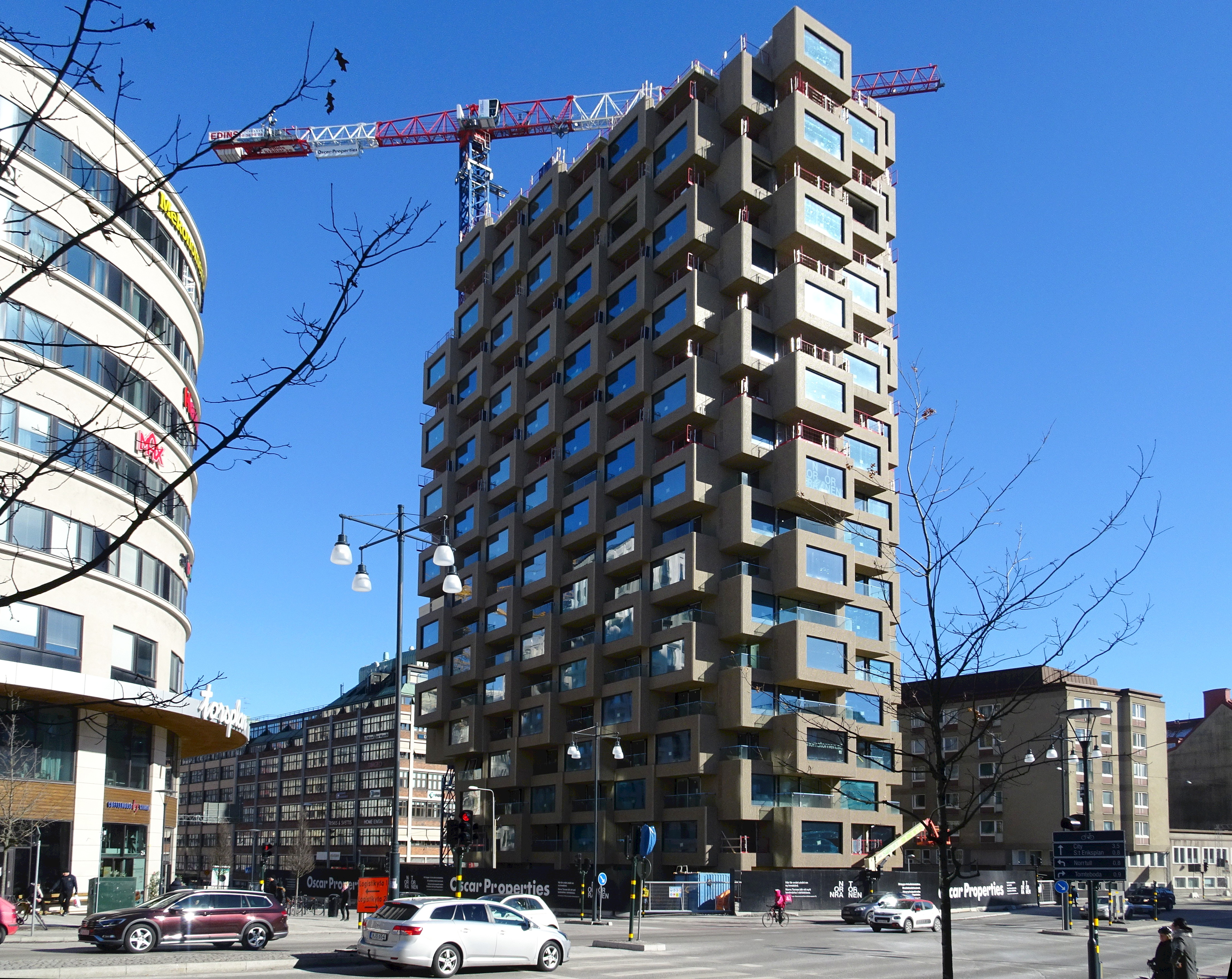
Mars 2018
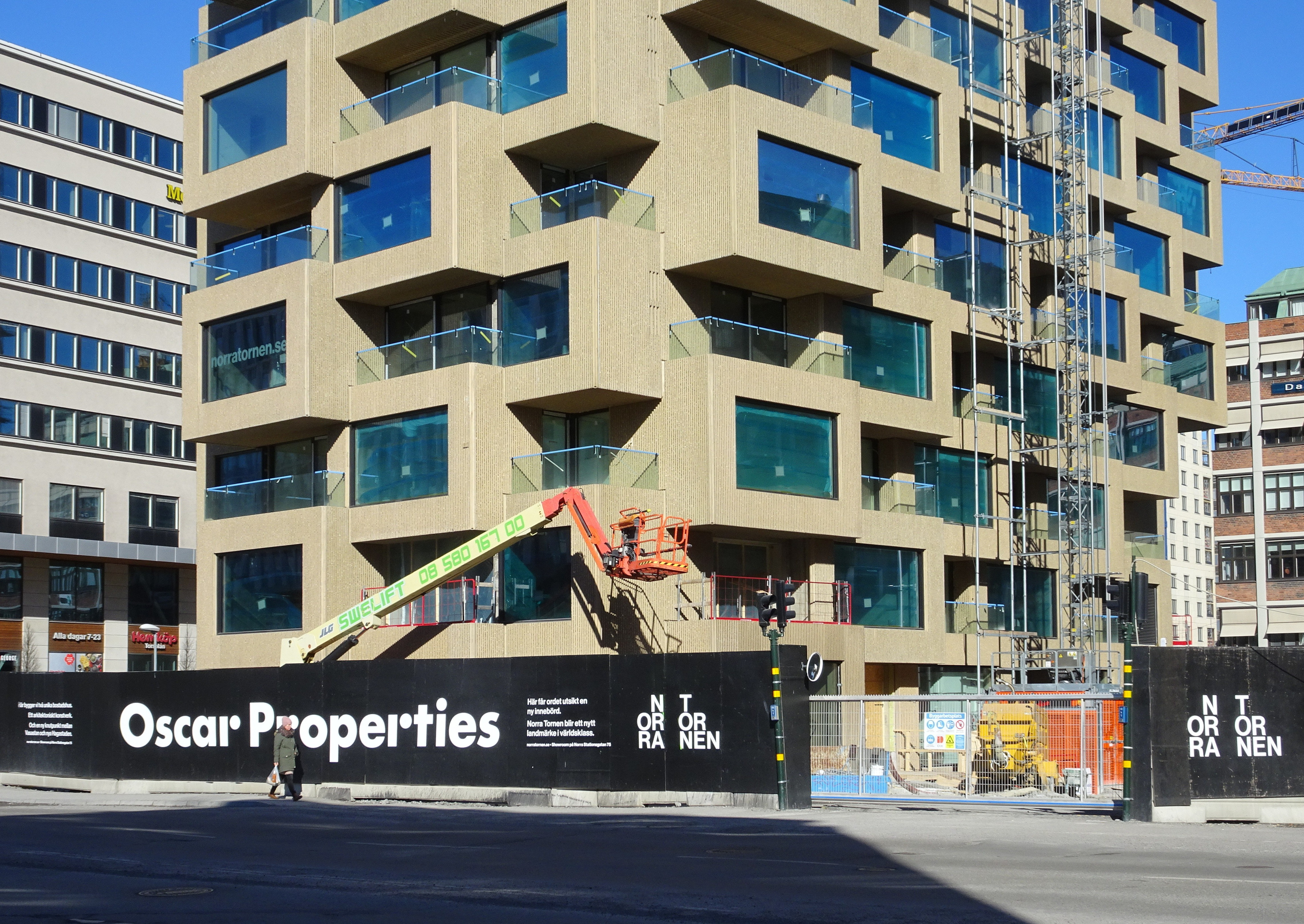
Mars 2018
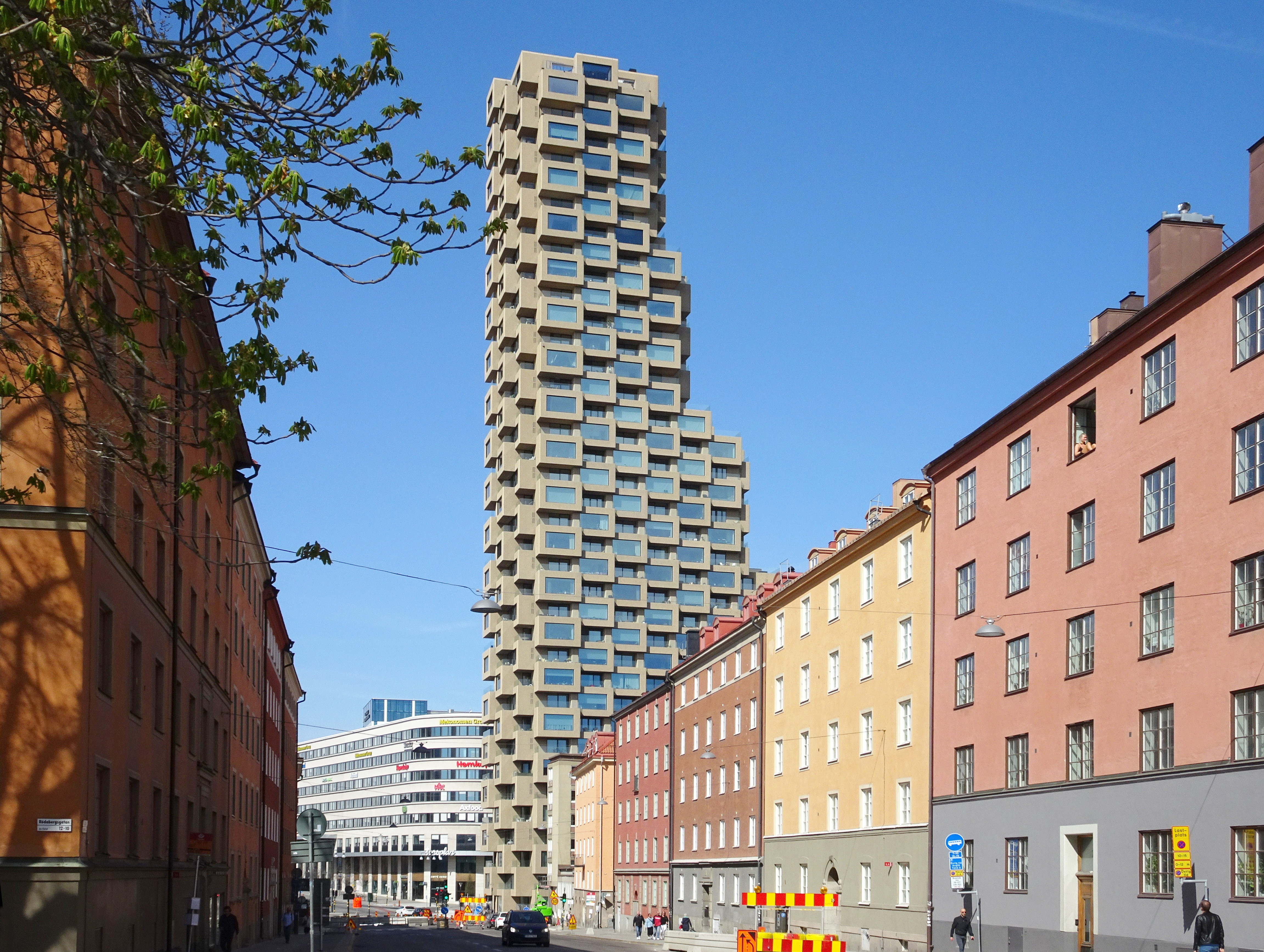
April 2019

Västra tornet (Helix)
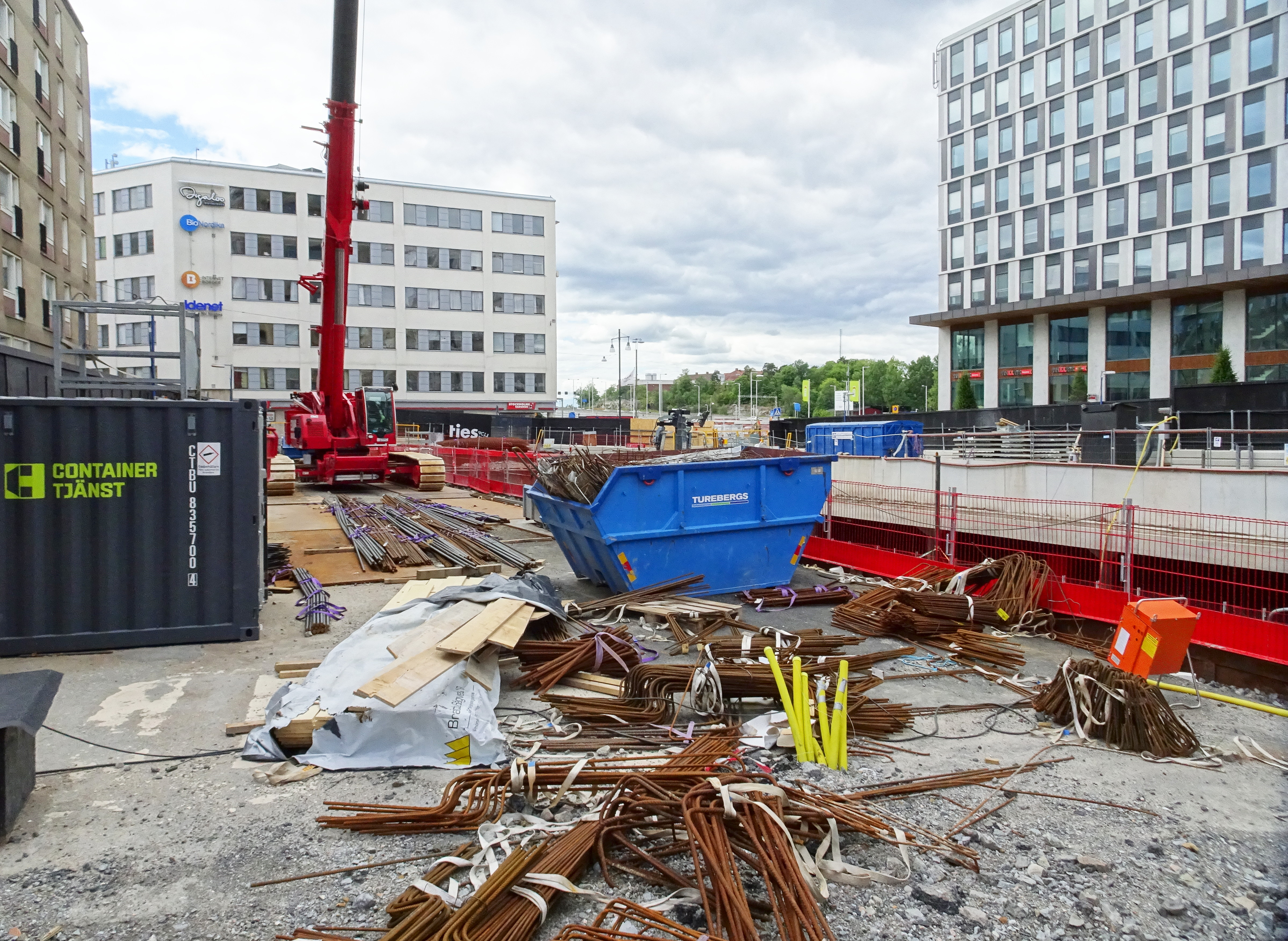
Juni 2018
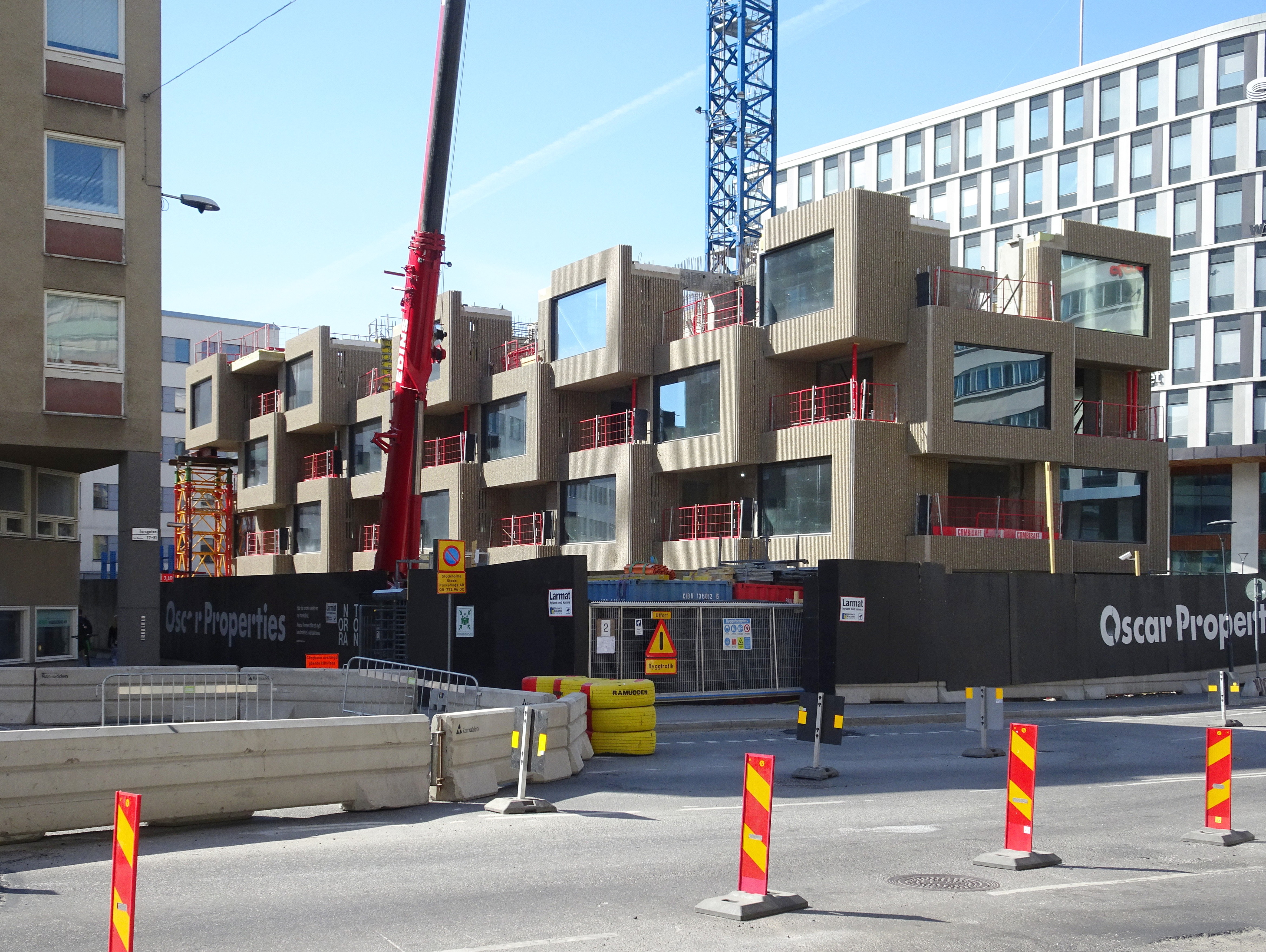
April 2019
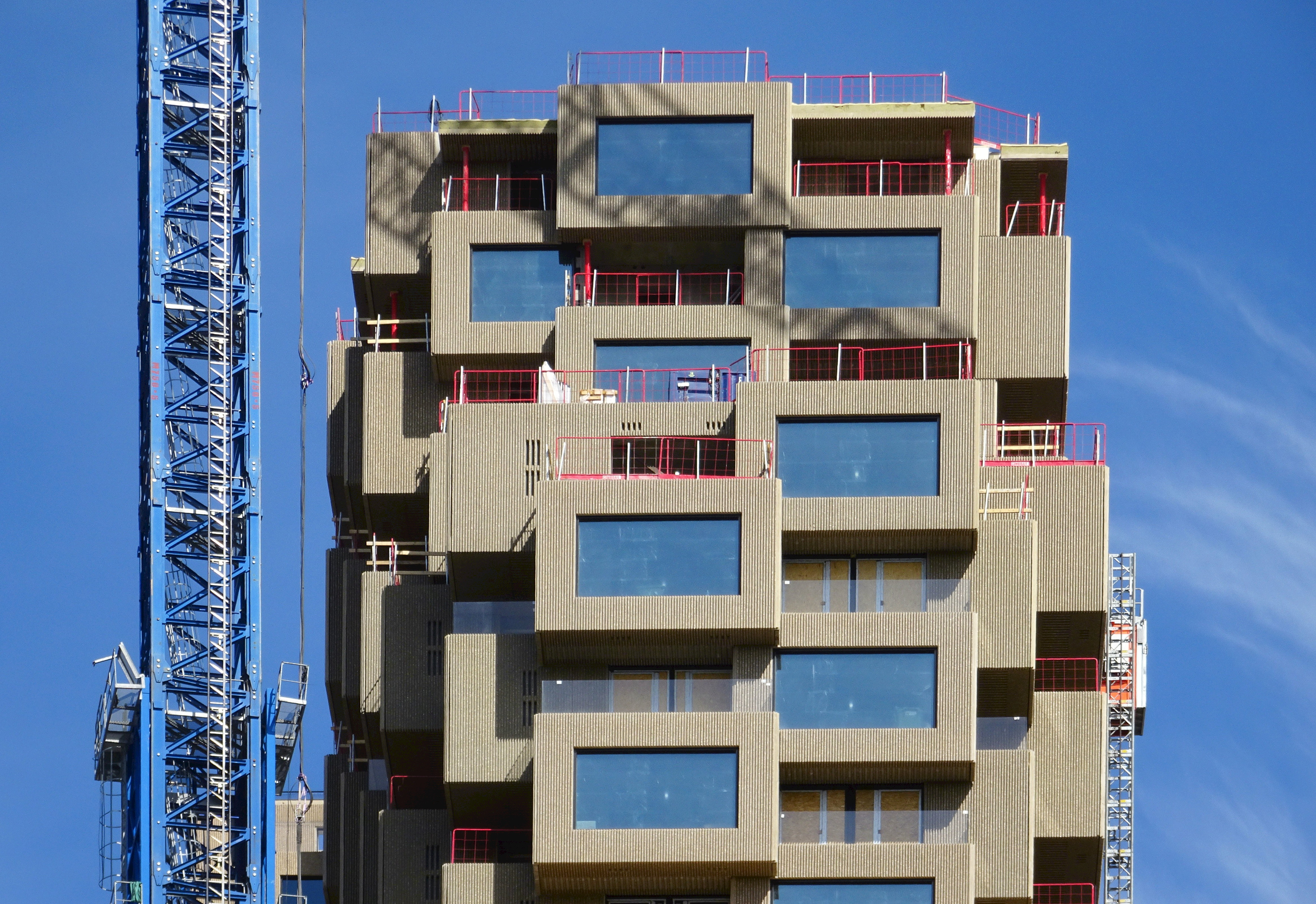
Maj 2020
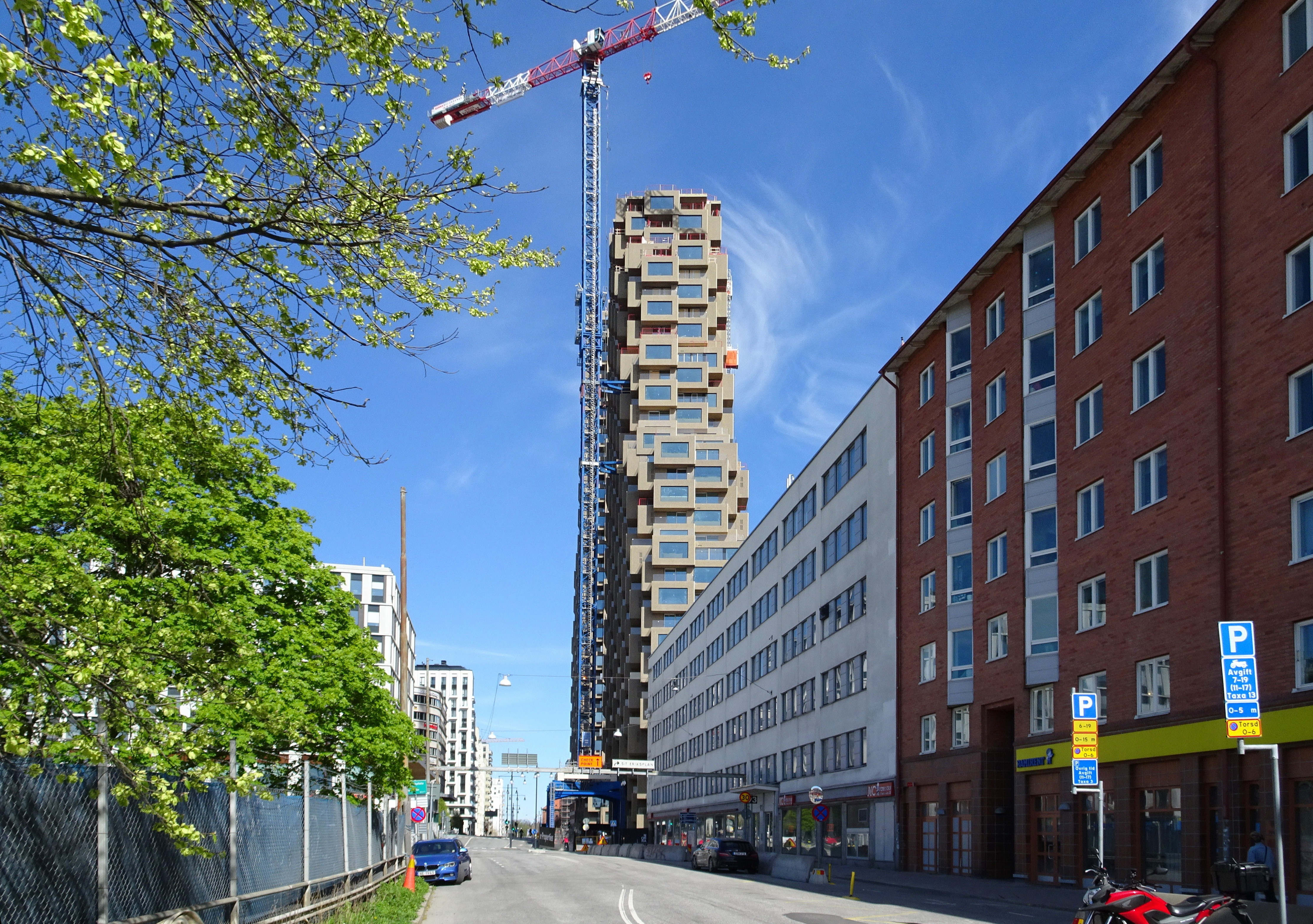
Maj 2020

## Kritik och utmärkelser
Norra tornet har kritiserats av tidigare politikern och grundare av Stockholmspartiet Richard Murray för att vara en fult och smaklöst lådformad byggnad som inte passar in i omgivningen. Byggandet av Norra tornen har också kritiserats då det drabbats av flera arbetsmiljöproblem där till exempel bygghiss saknats för transport av byggmaterial.
Norra tornen tilldelades 2020 års Internationaler Hochhaus Preis (International High Rise Award) som delas ut av staden Frankfurt och Deutsches Architekturmuseum (DAM). Priset utgörs av 50 000 euro och en statyett. 
Norra tornen nominerades i februari 2021 till Kasper Salin-priset 2020 bland tre andra nominerade.

### Nomineringar till Årets Stockholmsbyggnad

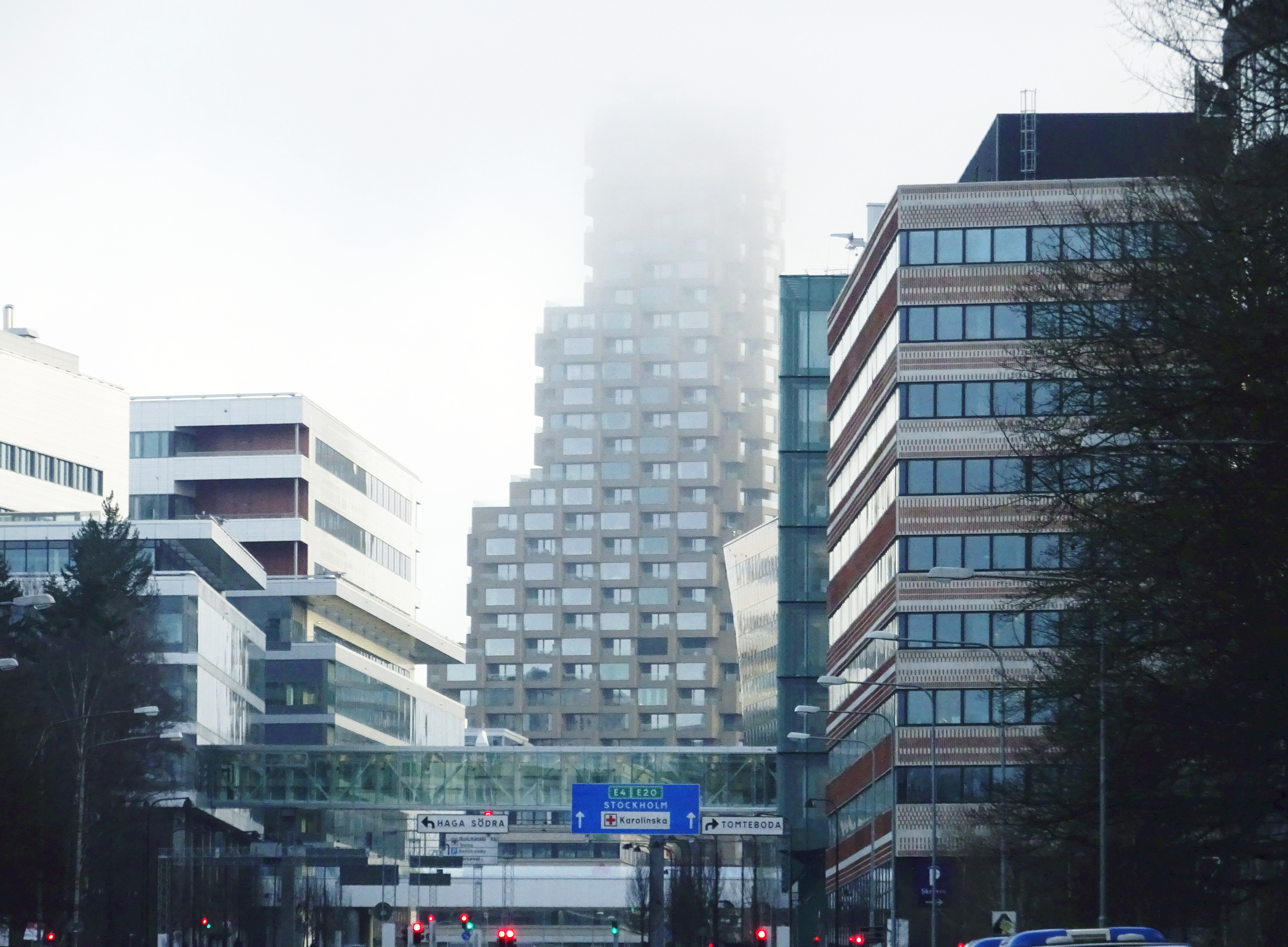
Norra tornen i dimma, vy från Solnavägen, januari 2021.

Det nordöstra av de båda tornen i kvarteret Innovationen färdigställdes 2018 och nominerades under namnet Innovationen tillsammans med nio andra finalister till Årets Stockholmsbyggnad 2019. Juryns kommentar lyder:
| ” | Rationella och genomtänkta grepp har skapat både variation och en intressant samtida arkitektur i internationell klass. Byggnaden tar plats men samspelar också med staden. Tillsammans med sitt tvillingtorn, som nu är på väg upp, bildar byggnaden en ny stadsport och blir samtidigt ett nytt riktmärke för Hagastaden. | „ |

Det sydvästra av de båda tornen i kvarteret Helix färdigställdes 2020 och nominerades under namnet Helix tillsammans med nio andra finalister till Årets Stockholmsbyggnad 2021. Juryns kommentar lyder:
| ” | De båda tornen kompletterar Stockholm med arkitektur från vår tid och bidrar till en tydligare orientering i staden. Helix är intressant från långt håll men bidrar med sin arkitektur även på nära håll med sin varierande fasad, ton och materialitet. Arkitektur på hög internationell nivå som sätter Stockholm på kartan. Den är genomtänkt och konsekvent utfört. | „ |

### Noter

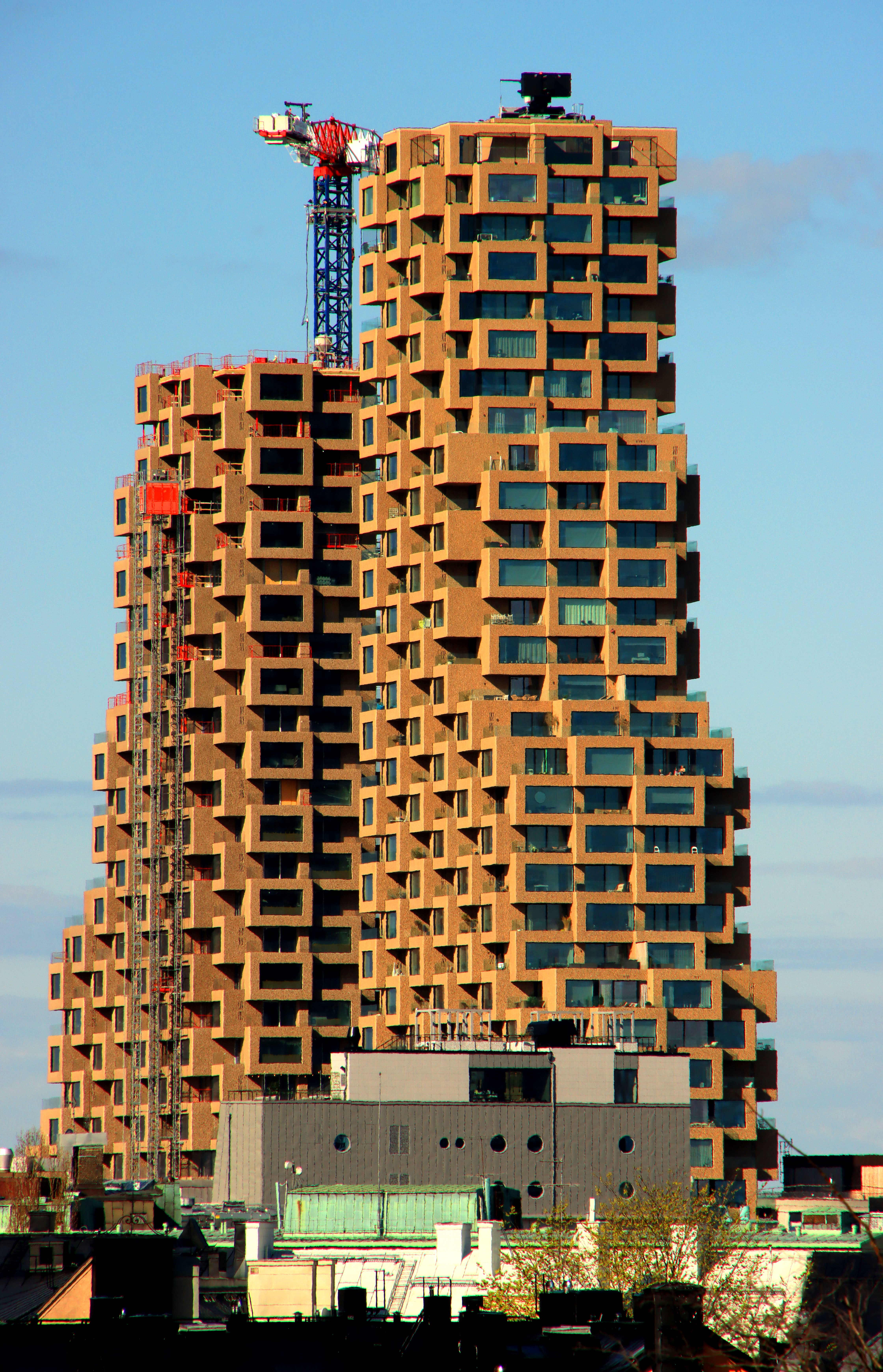
Norra tornen i maj 2020.